# Atkins (Iowa)
Atkins – miasto w Stanach Zjednoczonych, w stanie Iowa, w hrabstwie Benton.

## Demografia
W 2005 liczyło 1297 mieszkańców. W 2023 liczba mieszkańców wzrosła do 2140 osób, a gęstość zaludnienia do 1019 osób/km².